# Жангада (Мату-Гросу)
Жангада (порт. Jangada) — муниципалитет в Бразилии, входит в штат Мату-Гросу. Составная часть мезорегиона Юго-центральная часть штата Мату-Гроссу. Входит в экономико-статистический микрорегион Розариу-Уэсти. Население составляет 8543 человека на 2006 год. Занимает площадь 1021,939 км². Плотность населения — 8,4 чел./км².

## Статистика
- Валовой внутренний продукт на 2003 год составляет 21 998 119,00 реалов (данные: Бразильский институт географии и статистики).
- Валовой внутренний продукт на душу населения на 2003 год составляет 2785,63 реалов (данные: Бразильский институт географии и статистики).
- Индекс развития человеческого потенциала на 2000 год составляет 0,680 (данные: Программа развития ООН).